# Parrocchia di Saint David (Grenada)
La parrocchia di Saint David si trova nella parte sud-orientale dell'isola di Grenada, ed è l'unica priva di un capoluogo, motivo per cui è anche chiamata The Virgin Parish (in italiano "La parrocchia vergine").

## Principali centri abitati
- Becke Moui
- Bois de Gannes
- Maulti
- Morne Tranquille
- St. David's
- Upper La Tante